# Daniel Cudmore
Daniel Cudmore (nacido el 20 de enero de 1981) es un actor canadiense más conocido por su papel como el mutante Coloso en las películas X-Men y como el miembro de  Los Volturis, Félix en las películas de La Saga Crepúsculo.

## Biografía
Nació y se crio en Squamish, Columbia Británica, de padres británicos Sue Bailey, que trabaja para la Comisión de la Columbia Británica de cine y Richard Cudmore, un médico. Cudmore es el segundo de tres hijos, y mide 2 m de estatura.
Cudmore asistió a la Universidad Gannon y fue miembro del equipo de fútbol (2000-02). Cudmore es un exdelantero del "Capilano Fútbol Rugby Club" en Vancouver. Su hermano mayor, Jamie es miembro del equipo canadiense de Copa Mundial de Rugby. Su hermano menor, Lucas, también juega por el Capilano RFC.,

## Carrera
El primer papel importante de Cudmore, llegó en el año 2003 cuando apareció como Piotr Rasputin en la segunda entrega de la saga cinematográfica de X-Men 2 y sus secuelas X-Men: The Last Stand y X-Men: días del futuro pasado. Audicionó para el papel protagonista de Superman Returns, pero perdió el papel contra Brandon Routh.
En 2009, actuó en la película La Saga Crepúsculo: Luna Nueva, donde interpretó el rol del guardia Volturi, Félix. Volvió a interpretar su papel en las siguientes entregas de la Saga.
El 11 de julio de 2012 se confirmó que él será el protagonista, como el Jefe Maestro (John-117), de la saga Halo 4 Forward Unto Dawn.
Otros proyectos de Cudmore incluyen un papel de liderazgo en el thriller independiente los Ritos de Pasaje (2012). Comparte la pantalla con actores experimentados como Christian Slater, Stephen Dorff y Wes Bentley en la película sobre un joven estudiante de antropología buscando una tradicional ceremonia con motivo de su entrada en la edad adulta. Daniel también interpreta a Lincoln Oodie en la comedia The Baytown Outlaws junto a Billy Bob Thornton, Paul Wesley y Eva Longoria. Esta película, que estaba en el 2009 "Lista de Negro" de los mejores de Hollywood proyectos de cine no producidos. El film nos relata la historia de una mujer (Longoria) que contrata los servicios de tres hermanos un tanto palurdos para que rescaten a su hijo de su exmarido (Thornton), a quien ella considera un mal padre.

## Filmografía
| Año  | Título                                    | Rol                   | Notas                                                           |
| ---- | ----------------------------------------- | --------------------- | --------------------------------------------------------------- |
| 2003 | X-Men 2                                   | Coloso                |                                                                 |
| 2003 | Stargate SG-1                             | Jaffa #1              | Serie de televisión (Episodio "Homecoming")                     |
| 2004 | A Very Cool Christmas                     | Hombre en el gimnasio | Película para televisión                                        |
| 2004 | The Collector                             | Pequeño hombre #3     | Serie de televisión (Episodio "The Miniaturist")                |
| 2005 | Are We There Yet?                         | Jugador de básquetbol |                                                                 |
| 2005 | Alone in the Dark                         | Agente Barr           |                                                                 |
| 2006 | X-Men: The Last Stand                     | Coloso                |                                                                 |
| 2007 | Masters of Horror                         | Adjunto # 2           | Serie de televisión (Episodio "The Washingtonians")             |
| 2008 | The Backshop Show                         | Chunk                 | Serie de televisión (Episodio " Why Do They Call You "Reach"?") |
| 2009 | Luna Nueva                                | Félix                 |                                                                 |
| 2009 | Revolution                                | Bito                  | Película para televisión                                        |
| 2010 | The Twilight Saga: Eclipse                | Félix                 |                                                                 |
| 2010 | Merlin and the Book of Beasts             | Dragon Knight         | Película para televisión                                        |
| 2010 | A Night for Dying Tigers                  | Dave                  |                                                                 |
| 2010 | Icarus                                    | Hit Man #2            |                                                                 |
| 2011 | The Twilight Saga: Breaking Dawn - Part 1 | Félix                 |                                                                 |
| 2011 | To the Mat                                | Jordy                 | Película para televisión                                        |
| 2012 | Halo 4: Forward Unto Dawn                 | Master Chief          | Serie de televisión                                             |
| 2012 | Ritos de Pasaje                           | Moose                 |                                                                 |
| 2012 | Fringe                                    | Daniel Hicks          | Serie de televisión (Episodio "Nothing as It Seems")            |
| 2012 | The Baytown Outlaws                       | Lincoln Oodie         |                                                                 |
| 2012 | The Twilight Saga: Breaking Dawn - Part 2 | Félix                 |                                                                 |
| 2012 | The True Heroines                         | Harold                | Serie de televisión (Episodio "What'll I Do?")                  |
| 2013 | Percy Jackson y el mar de los monstruos   | Manticore             |                                                                 |
| 2014 | X-Men: días del futuro pasado             | Coloso                |                                                                 |
| 2019 | Dark Phoenix                              | Coloso                | No apareció incluido en el corte final                          |